# Fjodor Tolstoj

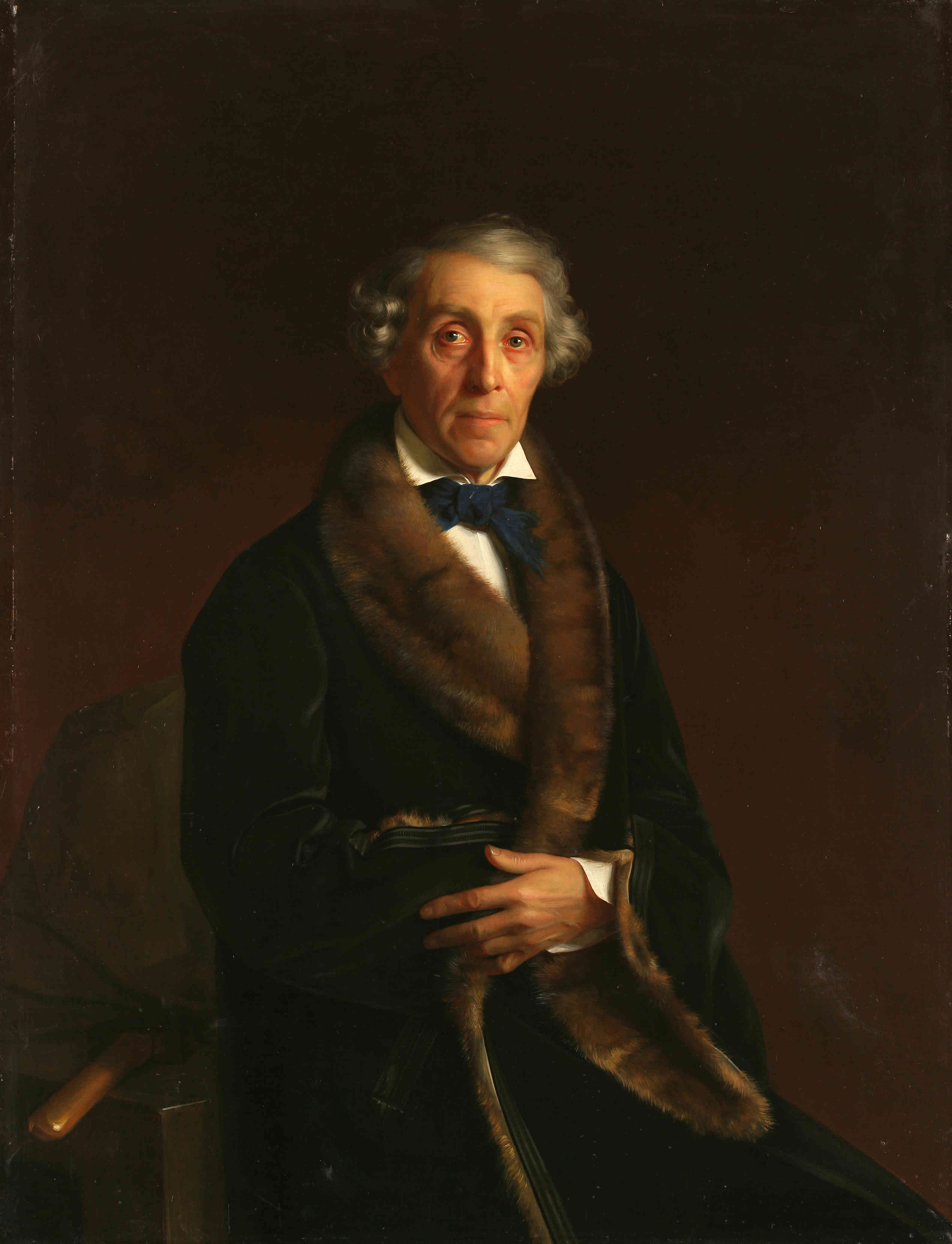
Fjodor Tolstoj

Fjodor Petrovitj Tolstoj (ryska: Фёдор Петрович Толстой), född 21 februari (gamla stilen: 10 februari) 1783 i Sankt Petersburg, död där 25 april (gamla stilen: 13 april) 1873, var en rysk greve, medaljör, gravör och skulptör. 
Tolstoj tog 1804 avsked från sjökrigstjänsten, studerade vid konstakademien och utnämndes 1809 till medaljör i myntkammaren. Han blev 1828 vice president i konstakademien och 1842 professor. 
Tolstoj hade stor betydelse för den ryska konsten både genom sin mångsidiga talang och sin höga samhällsställning. I sin konst var han varm anhängare av antiken. Många av hans medaljer förhärligar kriget 1812–14 och turkiska fälttåget 1826–29. Skulpturer av hans hand kom att pryda portarna till Kristus Frälsarens katedral i Moskva.